# МКС-66
МКС-66 — шістдесят шостий довготривалий екіпаж Міжнародної космічної станції. Його робота розпочалась 17 жовтня 2021 року з моменту відстиковки від станції корабля Союз МС-18 та тривала 164 дні до моменту відстиковки корабля Союз МС-19. Експедиція складалася з декількох етапів — на станції працювали екіпажі кораблів SpaceX Crew-3, Союз МС-19, SpaceX Crew-4, Союз МС-20 та Союз МС-21.

## Екіпаж
Робота експедиції складалася з декількох етапів. З 17 жовтня до 8 листопада на станції працювало 7 космонавтів — екіпажів кораблів SpaceX Crew-2, Союз МС-18 і Союз МС-19, які перебували у складі МКС-65. 8 листопада четверо членів екіпажу корабля SpaceX Crew-2 повернулись на Землю. 11 листопада до складу експедиції приєднались четверо космонавтів на кораблі SpaceX Crew-3. Протягом 8-12 грудня на станції також перебував екіпаж корабля Союз МС-20 у складі експедиції відвідування (командир — Олександр Місуркін та двоє японських космічних туристів — Юсаку Маедзава і Йозо Хінаро). 18 березня 2022 року до МКС прибули троє космонавтів екіпажу Союз МС-21.
| Посада                            | 17 жовтня — 8 листопада 2021 | 8 — 11 листопада 2021      | 11 листопада 2021 — 18 березня 2022 | 18 березня — 30 березня 2022 | № польоту | Корабель доставки |
| --------------------------------- | ---------------------------- | -------------------------- | ----------------------------------- | ---------------------------- | --------- | ----------------- |
| Командир 17.10-8.11.2021          | Тома Песке, ЄКА              |                            |                                     |                              | 2         | SpaceX Crew-2     |
| Бортінженер                       | Роберт Шейн Кімбро, НАСА     | 3                          |                                     |                              |           | SpaceX Crew-2     |
| Бортінженер                       | Кетрін Меган Макартур, НАСА  | 2                          |                                     |                              |           | SpaceX Crew-2     |
| Бортінженер                       | Акіхіко Хосіде, JAXA         | 3                          |                                     |                              |           | SpaceX Crew-2     |
| Бортінженер, командир з 8.11.2021 | Антон Шкаплеров, Роскосмос   | Антон Шкаплеров, Роскосмос | Антон Шкаплеров, Роскосмос          | Антон Шкаплеров, Роскосмос   | 4         | Союз МС-19        |
| Бортінженер                       | Петро Дубров, Роскосмос      | Петро Дубров, Роскосмос    | Петро Дубров, Роскосмос             | Петро Дубров, Роскосмос      | 1         | Союз МС-18        |
| Бортінженер                       | Марк Ванде Хей, НАСА         | Марк Ванде Хей, НАСА       | Марк Ванде Хей, НАСА                | Марк Ванде Хей, НАСА         | 2         | Союз МС-18        |
| Бортінженер                       |                              |                            | Раджа Чарі, НАСА                    | Раджа Чарі, НАСА             | 1         | SpaceX Crew-3     |
| Бортінженер                       | Томас Маршберн, НАСА         | Томас Маршберн, НАСА       | 3                                   |                              |           | SpaceX Crew-3     |
| Бортінженер                       | Кейла Беррон, НАСА           | Кейла Беррон, НАСА         | 1                                   |                              |           | SpaceX Crew-3     |
| Бортінженер                       | Маттіас Мауер, ЄКА           | Маттіас Мауер, ЄКА         | 1                                   |                              |           | SpaceX Crew-3     |
| Бортінженер                       |                              |                            |                                     | Олег Артем'єв, Роскосмос     | 3         | Союз МС-21        |
| Бортінженер                       | Денис Матвєєв, Роскосмос     | 1                          |                                     |                              |           | Союз МС-21        |
| Бортінженер                       | Сергій Корсаков, Роскосмос   | 1                          |                                     |                              |           | Союз МС-21        |

## Етапи місії
17 жовтня о 01:14:05 (UTC) корабель Союз МС-18 із трьома космонавтами на борту (Олег Новицький, Клим Шипенко і Юлія Пересільд) від'єднався від станції. З цього моменту розпочалась робота 66-ї експедиції у складі 7 космонавтів.
21 жовтня вантажний корабель Прогрес МС-17 відстикувався від модуля «Поіск» станції, протягом 29 годин здійснював заплановані маневри та пристикувався до модуля «Наука». Це перше стикування кораблів із цим модулем, мета операції — перевірити надійність стикування з модулем «Наука».
30 жовтня о 01:31 (UTC) вантажний корабель Прогрес МС-18 пристикувався до модуля «Звєзда» МКС. Його було запущено 28 жовтня. На станцію він доставив близько 2500 кг різноманітного вантажу — обладнання і матеріали, паливо, питну воду, стиснене повітря тощо.
6 листопада астронавт ESA Тома Песке передав повноваження командира МКС космонавту Роскосмосу Антону Шкаплерову
8 листопада о 19:05 (UTC) корабель SpaceX Crew-2 із чотирма космонавтами на борту (Шейн Кімбро, Кетрін Макартур, Акіхіко Хосіде і Тома Песке) відстикувався від станції та через 8 годин успішно приводнився в Мексиканській затоці біля узбережжя Флориди. На станції залишилось працювати троє космонавтів.
12 листопада о 01:25 UTC корабель SpaceX Crew-3 із чотирма космонавтами на борту (Раджа Чарі, Томас Маршберн, Кейла Беррон і Маттіас Мауер) пристикувався до МКС. Його було запущено з мису Канаверал напередодні. У складі експедиції стало семеро космонавтів..
16 листопада Росія під час випробування протисупутникової зброї збила супутник «Космос-1408», що призвело до утворення небезпечного космічного сміття. Через небезпеку космонавти на декілька годин перейшли з МКС на борт пілотованого корабля «Союз МС-17» для повернення на Землю.
20 листопада за допомогою крана-маніпулятора Канадарм2 від станції від'єднався корабель Cygnus місії NG-16. Він був пристикованим до МКС з 12 серпня.
25 листопада від станції відстикувався вантажний корабель Прогрес МС-17, який був у його складі з 2 липня. Разом із кораблем було від'єднано адаптер на стикувальному модулі «Наука» для подальшого стикування модуля «Причал».
26 листопада о 15:20:06 (UTC) відбулось стикування нового модуля «Причал» у складі корабля Прогрес М-УМ до модуля «Наука». За декілька годин космонавти відкрили його люки та перейшли всередину..
2 грудня космонавти Том Маршберн та Кейла Беррон здійснили вихід у відкритий космос тривалістю 6 год. 32 хв, під час якого полагодили антену.
8 грудня до станції прибув корабель Союз МС-20 із трьома учасниками експедиції відвідування — командиром корабля Олександром Місуркіним та двома японськими космічними туристами (Юсаку Маедзава і Йозо Хінаро). Також кораблем доставлено близько 162 кг корисних вантажів, у тому числі матеріали для проведення досліджень і продукти харчування. Запуск корабля було здійснено того ж дня.
19 грудня о 23:50:30 (UTC) корабель Союз МС-20 із трьома учасниками експедиції відвідування від'єднався від станції та за три години успішно приземлився на території Казахстану.
22 грудня о 08:41 (UTC) до станції пристикувався вантажний корабель SpaceX CRS-24. Він доставив понад 2989 кг корисного навантаження. У тому числі — матеріали для наукових досліджень, продукти харчування (разом із різдвяними подарунками), обладнання для станції, обладнання для виходу у відкритий космос, комп'ютерне обладнання.
23 грудня приборно-агрегатний відсік вантажного корабля «Прогрес М-УМ» від'єднався від модуля «Причал» станції. Таким чином, було звільнено шлюз для подальшого стикування до нього російських пілотованих і вантажних кораблів.
19 січня російські космонавти Антона Шкаплеров і Петро Дубров здійснили вихід у відкритий космос тривалістю 7 год. 11 хв.
23 січня о 15:40 (UTC) вантажний корабель SpaceX CRS-24 із результатами наукових досліджень на борту від'єднався від станції. Він був пристикований протягом 32 днів та 24 січня успішно приводнився в Мексиканській затоці.
17 лютого о 07:03 (UTC) до станції пристикувався вантажний корабель Прогрес МС-19, який доставив понад 2,5 тонни різноманітного вантажу — обладнання і матеріали, продукти харчування, паливо, питну воду тощо.
21 лютого о 12:02 (UTC) до станції пристикувався вантажний корабель Cygnus NG-17. Він доставив 3651 кг різноманітного вантажу — обладнання для станції, матеріали та устаткування для проведення наукових досліджень тощо.
15 березня американські космонавти Кейла Беррон та Раджа Чарі здійснили вихід у відкритий космос, під час якого проведено роботи для підготовки встановлення сонячної батареї. Роботи тривали 6 год. 54 хв.
18 березня до станції пристикувався корабель Союз МС-21 із трьома космонавтами на борту (Олег Артем'єв, Денис Матвєєв, Сергій Корсаков). У складі 66-ї експедиції стало 10 космонавтів.
23 березня космонавти Раджа Чарі та Маттіас Мауер здійснили вихід у відкритий космос, що тривав 6 год. 54 хв. Під час нього продовжено заміну обладнання станції на нове.
30 березня о 07:21:03 (UTC) корабель Союз МС-19 із трьома космонавтами на борту (Антон Шкаплеров, Петро Дубров, Марк Ванде Хей) від'єднався від станції. На цьому завершилась робота 66-ї експедиції.